# Monte Royal

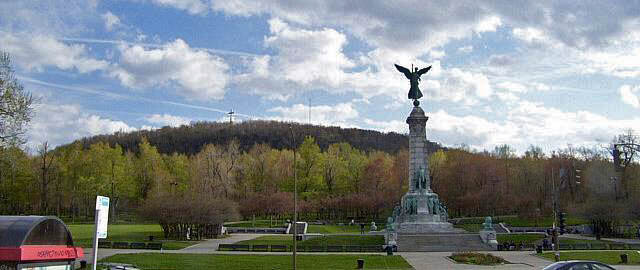
Monte Real

El Monte Real (en francés mont Royal) es una montaña localizada dentro del Parque de Monte Real. Ambas están localizadas inmediatamente al norte del centro de la ciudad de Montreal (Quebec). 
La montaña cuenta con tres picos: Colline de la Croix (Monte Royal), con 223 metros de altitud, Colline d'Outremont (Monte Murray), con 211 metros de altitud, y la Colline de Westmount, con 201 metros de altitud. 
El Parque de Monte Real tiene un área de 280 hectáreas, y es una de las principales atracciones turísticas de la ciudad. Aquí se encuentran los cementerios de la ciudad.